# 宇宙交響詩メーテル 銀河鉄道999外伝
『宇宙交響詩メーテル 銀河鉄道999外伝』（スペースシンフォニーメーテル ぎんがてつどうスリーナインがいでん）は松本零士原作のテレビアニメ作品。パーフェクト・チョイス「アニマックスPPVプレミア」にて2004年8月6日から11月まで全13話が放送された。

## ストーリー
『メーテルレジェンド』から数年後、ラーメタルは機械化人に制圧されていた。メーテルは故郷ラーメタルへ戻る999号の中で少年ナスカと出会う。ラーメタルに到着した999号を出迎えたプロメシュームはメーテルにラーメタルの女王になってほしいと頼む。「人間と機械化人の共存を目指す」というプロメシュームだったが、メーテルはプロメシュームの狙いを知りラーメタルの反乱軍と共に機械化勢力との決別を決める。

## 作品解説
『メーテルレジェンド』同様、原作者の松本は本作を『新竹取物語 1000年女王』と『銀河鉄道999』のミッシングリンクを埋めるための作品と位置づけている。『レジェンド』の続編という形を採っているため、本作も『1000年女王』漫画版の後日談という形を採っているとみられる。また、本作に登場する『1000年女王』からの登場人物・ラーレラやレオパルドは、漫画版での姿をベースにキャラクターデザインがなされている。

## キャスト
- メーテル - 雪野五月（本編中）、池田昌子（モノローグ）

- ナスカ - 斎賀みつき
- プロメシューム - 潘恵子
- エメラルダス（第4話から登場） - 井上喜久子
- ハーロック（同上） - 竹本英史
- トチロー（同上） - 山口勝平

- ヤッタラン - 大西健晴
- 車掌 - 肝付兼太
- レオパルド - 松本保典
- バーンバレル - 長嶝高士
- ラーレラ（第5話 - 第6話、第9話） - かないみか

## スタッフ
- 原作・総設定・監修 - 松本零士
- 監督 - 政木伸一
- シリーズ構成 - 神尾麦
- スーパーバイザー - ドクターシリアル・西岡
- キャラクターデザイン - 増永計介
- メカデザイン - 板橋克己、田村勝之
- 3DメカCGディレクター - 村山寛貢
- 3DメカCGデザイナー - 保坂洋
- 美術監督 - 宮前光春

- 色彩設定 - 虻川康之
- 撮影監督 - 西村徹也
- 音楽 - 葉加瀬太郎
- 音響監督 - 松浦典良、早瀬博雪
- プロデューサー - 鈴木祐治、今井朝幸、岡川晃基
- アニメーションプロデューサー - 平井義通
- アニメーション制作 - アゼータ・ピクチャーズ
- 製作協力 - アニマックスブロードキャスト・ジャパン
- 製作 - エイベックス、円谷エンターテインメント、ジョイスクエア

## 主題歌
エンディングテーマ「Galaxy Legend」
作詞 - 松井五郎 / 作曲 - 葉加瀬太郎 / 編曲 - 葉加瀬太郎、野崎良太 / 歌 - 上原多香子

## 各話リスト
※サブタイトルの“”でくくられた部分には、有名な楽曲の曲名などが入っている。
| 話数   | サブタイトル           | 脚本     | 絵コンテ | 演出       | 作画監督          |
| ------ | ---------------------- | -------- | -------- | ---------- | ----------------- |
| 第1話  | “運命”の旅立ち         | 神尾麦   | 政木伸一 | 粟井重紀   | 増永計介          |
| 第2話  | ナスカの“熱情”         | 神尾麦   | 長尾粛   | 長尾粛     | 井上善勝          |
| 第3話  | “革命”前夜             | 林民夫   | 森本正木 | 加藤顕     | 柳瀬雄之          |
| 第4話  | 黄金色の“ラプソディ”   | 神尾麦   | 福島一三 | 長尾粛     | 金子匡邦          |
| 第5話  | プロメシュームの“魔笛” | 藤本信行 | 政木伸一 | 内田祐司   | HAN KI YOON       |
| 第6話  | ラーレラの“レクイエム” | 藤本信行 | 江上潔   | 熊谷雅晃   | 粟井重紀          |
| 第7話  | “わが祖国”への道       | 林民夫   | 鎌仲史陽 | 加藤顕     | 柳瀬雄之          |
| 第8話  | 母への“葬送行進曲”     | 神尾麦   | 江上潔   | 内田祐司   | 斉藤一 増谷三郎   |
| 第9話  | ラーメタルの“春”       | 林民夫   | 政木伸一 | 長尾粛     | 井上善勝          |
| 第10話 | 電光の“巨人”           | 藤本信行 | 江上潔   | 熊谷雅晃   | 小林トシオ        |
| 第11話 | “英雄”レオパルド       | 林民夫   | 河合夢男 | 加藤顕     | 柳瀬雄之          |
| 第12話 | 勇士たちの“別れの曲”   | 神尾麦   | 横山広行 | 神崎ユウジ | 増谷三郎          |
| 第13話 | 遥かなる“新世界”       | 神尾麦   | 岩本保雄 | 政木伸一   | 松本好弘 仲田美歩 |

## 映像ソフト
- 【DVD】『宇宙交響詩（Space Symphony）メーテル　～銀河鉄道９９９外伝～　1＋2』 ＜初回限定生産＞　2004年11月17日発売
- 【DVD】『宇宙交響詩（Space Symphony）メーテル　～銀河鉄道９９９外伝～　Symphony.1』　2004年11月17日発売
- 【DVD】『宇宙交響詩（Space Symphony）メーテル　～銀河鉄道９９９外伝～　Symphony.2』　2004年11月17日発売
- 【DVD】『宇宙交響詩（Space Symphony）メーテル　～銀河鉄道９９９外伝～　Symphony.3』　2004年12月15日発売
- 【DVD】『宇宙交響詩（Space Symphony）メーテル　～銀河鉄道９９９外伝～　Symphony.4』　2005年1月19日発売
- 【DVD】『宇宙交響詩（Space Symphony）メーテル　～銀河鉄道９９９外伝～　Symphony.5』　2005年2月16日発売
- 【DVD】『宇宙交響詩（Space Symphony）メーテル　～銀河鉄道９９９外伝～　Symphony.6』　2005年3月16日発売

## 備考
松本の発表した過去の作品の中に『ナスカ』というタイトルの物が在り、大山敏郎が登場することから、スターシステムによる同一の世界観で展開しているものと考えられるが、タイトルの「ナスカ」と『宇宙交響詩メーテル』に登場する少年・ナスカに関連性があるかどうかは不明。